# Giro dell'Emilia 1957
Il Giro dell'Emilia 1957, quarantunesima edizione della corsa, si svolse il 4 ottobre 1957 su un percorso di 236 km. La vittoria fu appannaggio dell'italiano Bruno Monti, che completò il percorso in 6h13'00", precedendo i connazionali Giuseppe Fallarini e Angelo Conterno.

## Ordine d'arrivo (Top 10)
| Pos. | Corridore            | Squadra              | Tempo    |
| ---- | -------------------- | -------------------- | -------- |
| 1    | Bruno Monti          | Atala-Pirelli        | 6h13'00" |
| 2    | Giuseppe Fallarini   | Asborno-Fréjus       | s.t.     |
| 3    | Angelo Conterno      | Bianchi-Pirelli      | s.t.     |
| 4    | Germano Barale       | San Pellegrino Sport | s.t.     |
| 5    | Dino Bruni           | Bianchi-Pirelli      | s.t.     |
| 6    | Giacomo Fini         | Faema-Guerra         | s.t.     |
| 7    | Waldemaro Bartolozzi | Allegro              | s.t.     |
| 8    | Alberto Negro        | Asborno-Fréjus       | s.t.     |
| 9    | Désiré Keteleer      | Carpano-Coppi        | s.t.     |
| 10   | Guido Boni           | Bottecchia           | s.t.     |